# Жидвей
Жидвей (рум. Jidvei) — село у повіті Алба в Румунії. Адміністративний центр комуни Жидвей.
Село розташоване на відстані 251 км на північний захід від Бухареста, 44 км на схід від Алба-Юлії, 73 км на південний схід від Клуж-Напоки, 131 км на північний захід від Брашова.

## Населення
За даними перепису населення 2002 року у селі проживали 1215 осіб.
Національний склад населення села:
| Національність | Кількість осіб | Відсоток |
| -------------- | -------------- | -------- |
| румуни         | 956            | 78,7%    |
| цигани         | 148            | 12,2%    |
| німці          | 63             | 5,2%     |
| угорці         | 48             | 4,0%     |

Рідною мовою назвали:
| Мова      | Кількість осіб | Відсоток |
| --------- | -------------- | -------- |
| румунська | 1109           | 91,3%    |
| німецька  | 61             | 5,0%     |
| угорська  | 44             | 3,6%     |